# 東館山スキー場
東館山スキー場 （ひがしだてやまスキーじょう） は、長野県下高井郡山ノ内町にあるスキー場である。

## 概要
志賀高原スキー場の中央エリアに位置し、東館山（標高1994m）の南東麓斜面の安定した中斜面を生かしたスキー場である。リフト1路線(うちゴンドラリフト1本)、コース2本、標高1540〜1970m(標高差430m)。
ゴンドラリフト1本で構成されたシンプルなスキー場ではあるが、主要コースと、これを迂回する林間コースおよび隣接スキー場との連絡するコースは変化に富み、滑走者のレベルによってそれぞれ楽しむことができる。1998年には長野オリンピックの男女大回転競技が本スキー場で行われた。ゴンドラリフト山頂駅近くの広場にある長野オリンピック記念モニュメント付近は展望が広がり、絶好の記念撮影スポットとなっている。
スキー場最上部の東館山ゴンドラリフトの東館山頂駅にて寺小屋スキー場、高天ヶ原スキー場、一ノ瀬ファミリースキー場との間を往来することができ、またスキー場下部付近にて発哺ブナ平スキー場に滑り込むことができる。
駐車場は、東館山ゴンドラリフトの発哺温泉山麓駅近くに、東館山ゴンドラ駐車場がある。営業期間は12月下旬〜4月上旬まで。スキーヤーやスケートボーダーの間では「東館(ひがしたて)」と呼ばれることもある。

## コース・ゲレンデ
（滑走延長、平均斜度／最大斜度）

### 初級者コース
- 東館林間コース[下部](4000m、9°／13°)
  - 志賀高原随一のロングランコース。コースの起点は寺小屋スキー場からの連絡コースから滑り込むことができ、また、終点付近ではブナ平ゲレンデに接続しており、全体で約6kmの初級者コースを楽しむことができる。
  - 序盤の林間コースにおいては、山道を利用した部分があり、ゆっくりと滑走していると途中でスキーを漕がないと進まない場所がある。一方終盤のつづら折りのコースは急斜面かつ幅が狭く、初心者には厳しいコースとなっている。

### 中級者コース
- 東館山オリンピックコース(1600m、20°／29°)
  - コース名が示す通り長野五輪においてアルペンスキー競技の大回転競技が行われた名コース。
  - コースのスタート地点が急斜面(29°)で、コブ斜面となっている場合もあり、中級者コースとはいいながら上級者レベル。迂回コースがあるので、そちらを滑り、途中で再度合流する方法おある。
  - 中盤は幅の広い中斜面となり、快適なクルージングを楽しめる。
  - 最後の急斜面は、元々上級者コースに指定されていたが、現在はコース全体がつづら折りに雪面が加工され、また、直滑降ができないように柵を設けてある。

### 廃止されたコース
- 東館山上級コース(1600m、20°／36°)
  - 現在の東館山オリンピックコース下部のつづら折り部分は、以前は滑降して下ることができた。
  - 当時の最大斜度は36°。コース名の由来はここにある。
  - スキーブームにより上級者コースに初中級者が入り込む状態になり、スキーヤー同士の衝突事故を避ける目的で、つづら折りに加工されたコースに沿って柵が設けられ、滑降が不可能となった。
  - 長野五輪の大回転の際は、この部分は勿論開放され、アスリートが約20mの大ジャンプにて、ゴールに突っ込んでいた。
  - 現在も大会では直滑降が可能だが、一般客がスキーを楽しむ上では事実上「廃止」されたコースとなる。

## リフト
リフト運営主体は、志賀高原リゾート開発。

### 営業中リフト
（距離、高低差、時間）

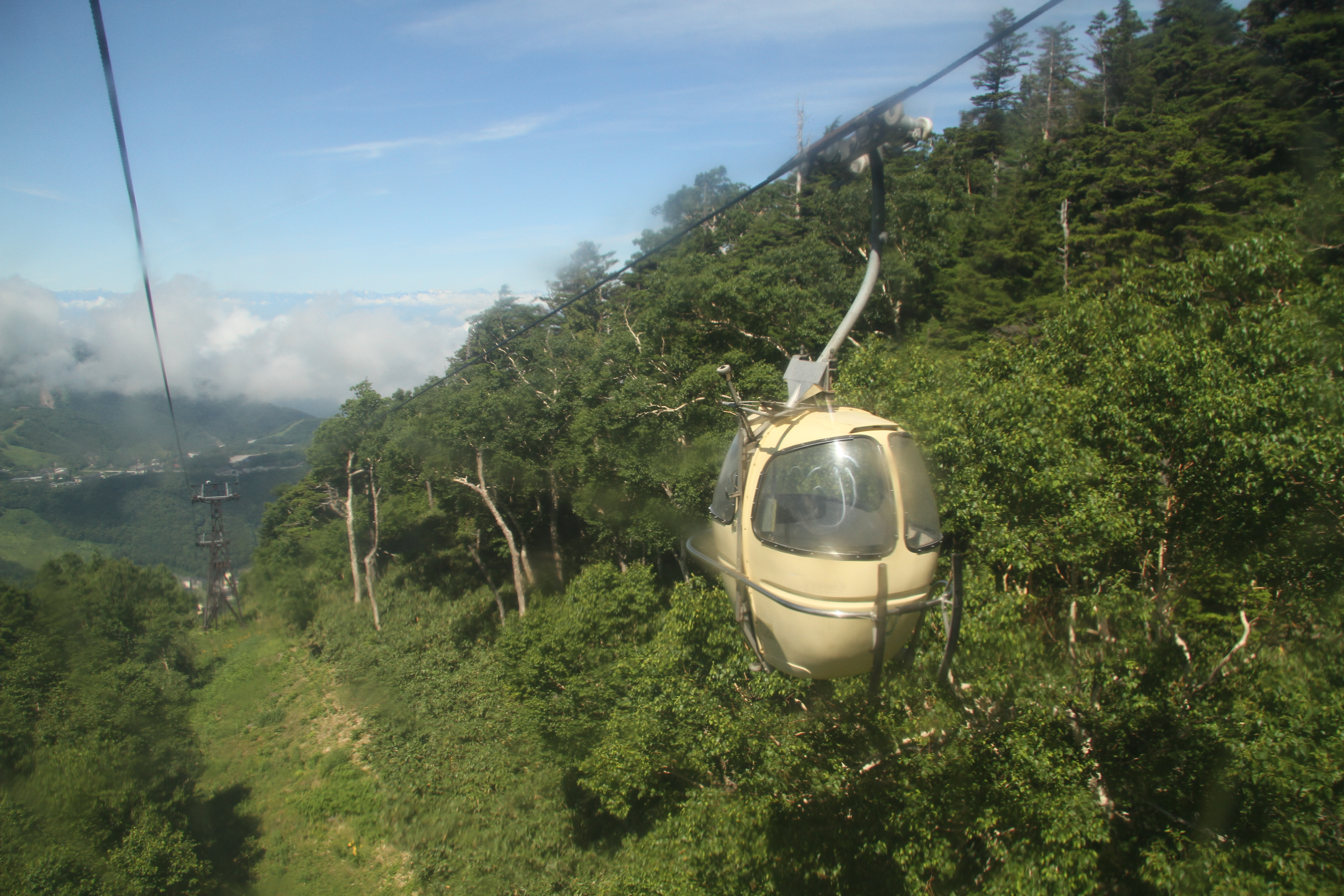
東館山ゴンドラリフト

- 東館山ゴンドラリフト（1384m、442m、5分45秒）
  - 東館山オリンピックコースにほぼ沿った様にリフトが掛かっている。
  - 4人乗りの卵型のゴンドラは志賀高原内のゴンドラリフトの中で最も古い形のものになった。
  - 2016-2017年シーズンに、幾つかのゴンドラがリニューアルされた。その後2020-2021シーズンにらいちょうバレーのゴンドラ搬器(ESPACE4)を用いて残りの搬器も更新された。
  - 乗車駅となる発哺温泉山麓駅にはチケット売り場が併設され、降車駅となる東館山頂駅にはレストランが併設されている。

### 料金
2020～2021シーズンの中央エリア限定リフト料金(消費税及び地方消費税込み)は以下の通りである。
志賀高原18スキー場共通リフト券については志賀高原スキー場を参照のこと。
| 券種    | 大人  | 小学生以下 | 備考               |
| ------- | ----- | ---------- | ------------------ |
| 4時間券 | 4,500 | 2,300      | 期間:12/21～3/31。 |
| 1日券   | 5,000 | 2,500      | 期間:12/21～3/31。 |
| 1日券   | 3,900 | 2,000      | 期間:OPEN～12/20   |
| 1日券   | 4,100 | 2,000      | 期間:4/1～CLOSE    |

## 施設・サービス

### 飲食施設
スキー場内には、東館山頂駅に併設されたレストランがある。
- 200°カフェ（東館山展望レストラン）
  - 標高2000m近くの東館山頂駅に併設されたレストラン。店内のゴンドラカフェで飲み物を買えば、そのままゴンドラ内で喫茶を楽しめる。付属の展望台からは北アルプス連峰、善光寺平などが一望できる。

### 宿泊施設
発哺温泉山麓駅から徒歩数分の位置に発哺温泉の旅館街がある。
- 営業中の宿泊施設
  - 発哺温泉山麓駅
    - 岩菅ホテル
    - ホテル東舘

  - 発哺温泉街
    - サンシャイン志賀
    - リバティ志賀
    - 志賀スイスイン（発哺温泉停留所との間の送迎サービスあり）
    - 西発哺温泉ホテル（発哺温泉停留所との間の送迎サービスあり）
- 廃止・休業中の宿泊施設
  - 志賀ビューホテル
  - 天狗の湯（2009年廃業）
  - 薬師の湯

### 駐車場施設
- 東館山ゴンドラリフトの発哺温泉山麓駅の近くに東館山ゴンドラ駐車場がある(普通乗用車約40台)。

## グリーンシーズン
夏季において、リフトの運行やトレッキング等を楽しめる。

### トレッキング
（全長、所要時間、標高差）
稜線のトレッキングコースを辿って岩菅山や赤石山を目指すことができる。
- 岩菅山登山コース（18.5km、6時間30分、700m）
  - 志賀高原最高峰の裏岩菅山あるいはその手前にある岩菅山を目指すコース。
  - 長電バスの高天ヶ原停留所からサマーリフトを乗り継いで、或いは発哺ゴンドラリフトにて東館山山頂付近を出発点とする。
  - 上記は岩菅山を終点として、帰路は途中の「ノッキリ」にて往路から外れて長電バスの一の瀬停留所を終点とする場合の目安。裏岩菅山を目指す場合は、更に1時間を要する。
- 赤石山登山コース（11.5km、5時間、549m）
  - 出発点は岩菅山登山コースと一緒で、途中の「金山沢ノ頭」にて分かれる。
  - 「金山沢ノ頭」から赤石山頂までは一本道で、山頂を超えると大沼池に下るコース、横手山までの稜線をたどるコース、野反湖に向かうコースに分かれる。
- せせらぎコース（1.8km、1時間、60m）
  - 高天ヶ原停留所を出発点として、雑魚川の源流となる湿地帯を散策するコース。
  - 長電バスの「一ノ瀬寮前停留所」を終点とする。

### サマーリフト
- 東館山ゴンドラリフト
  - 運行日は概ね6月上旬～10月の体育の日を絡めた3連休までの間の土日祝に営業。うち、７月の海の日を絡めた3連休～8月下旬までは毎日営業。

### 植物園
- 東館山高山植物園
  - 東館山頂エリアに1960年（昭和35年）に開園した植物園。寺小屋スキー場や高天ヶ原マンモススキー場のゲレンデ、コースの一部を含む約10万平方メートルに及ぶ広大な範囲に、志賀高原に自生する500種類の高山植物が植えられている。
  - 入園無料。
  - 8月中は、高天ヶ原サマーリフトで訪問することもできる。
  - なお、夏季は東館山頂駅のレストラン「200°カフェ」および寺小屋スキー場の「レストハウス寺小屋」は営業していない。

## 交通

### 道路
長野県側の湯田中方面から国道292号線を登ると、「23号カーブ」を過ぎた先の立体交差で奥志賀林道に入る。
そのまま道なりに3kmあまり進むと「発哺温泉・ブナ平」方面に分岐する三叉路を左折し400m程進む。この道は長野五輪によって整備される以前の旧奥志賀林道。この道から左に分かれる下り坂を降りていくと発哺温泉の入口に「東館山ゴンドラ駐車場」がある。

### 公共交通機関
- 長野電鉄長野線の湯田中駅前から長電バス奥志賀高原線で「発哺温泉」停留所下車。
- 東日本旅客鉄道北陸新幹線および信越本線の長野駅東口バス広場、或いは東日本旅客鉄道北陸新幹線および飯山線の飯山駅千曲川口バス広場から長電バス急行志賀高原線で「発哺温泉」停留所下車。